# Oleksandr Berestj
Oleksandr Mychajlovytj Berestj (ukrainska: Олександр Миколайович Береш), född den 12 oktober 1977 i Pervomajsk i Luhansk oblast i Ukrainska SSR i Sovjetunionen, död 29 februari 2004 i Kiev i Ukraina (bilolycka), var en ukrainsk gymnast.
Han tog OS-silver i lagmångkampen i samband med de olympiska gymnastiktävlingarna 2000 i Sydney.